# Baby Face (film)
Baby Face – amerykański film z 1933 roku w reżyserii Alfreda E. Greena. Został zrealizowany w erze Pre-Code.

## Obsada
- Barbara Stanwyck - Lily Powers
- George Brent - Courtland Trenholm
- Donald Cook - Ned Stevens
- Alphonse Ethier - szewc Adolf Cragg
- Henry Kolker - J. P. Carter
- Margaret Lindsay - Ann Carter
- Arthur Hohl - Ed Sipple
- John Wayne - Jimmy McCoy Jr.
- Robert Barrat - Nick Powers, ojciec Lily
- Douglass Dumbrille - Brody
- Theresa Harris - Chico
- Charles Coleman - Hodges (niewymieniony w czołówce)
- Nat Pendleton - Stolvich (niewymieniony w czołówce)
- Harry Tenbrook - robotnik (niewymieniony w czołówce)
- Edward Van Sloan - Jameson, dyrektor banku (niewymieniony w czołówce)
- Harry Wilson - robotnik (niewymieniony w czołówce)

## Wyróżnienia
| Rok wpisania | National Film Registry |
| ------------ | --- |
| 2005         | Lista filmów budujących dziedzictwo kulturalne USA utworzona przez National Film Preservation Board i przechowywana w Bibliotece Kongresu Stanów Zjednoczonych |